# 山本寺上杉家
山本寺上杉家（日语：／ Sanbonjiuesugike）是日本戰國時代在越後國的上杉氏諸家之一。家祖被認為是上杉房朝的弟弟上杉朝定，不過亦有異說。

## 概要
山本寺上杉家是越後上杉家的傍流，不過因為在史料中，當主的名字、代次、分家等資料有許多不同（別名亦有許多分岐），所以有許多不明。越後守護上杉氏成為傀儡後，與長尾為景等人對立，不過上杉定實病死後，守護代長尾氏（後來成為長尾上杉氏）被幕府認可為國主，於是臣從。可能因為是與越後守護家有著相當關係的家柄，在戰國時代中，以上杉一門的身份得到很高待遇。經歷當主出奔、戰死等，子孫成為米澤藩藩士。

## 歷代當主
1. 上杉教朝？
2. 上杉朝定
3. 山本寺定種
4. 山本寺定景
5. 山本寺定長
6. 山本寺孝長
7. 山本寺勝長

## 外部連結
- 武家家伝＿山本寺氏 （页面存档备份，存于）